# Rebel Heart
Rebel Heart este cel de-al treisprezecelea album de studio al cântăreței și textierei americane Madonna, lansat la 6 martie 2015 prin Interscope Records. În urma lansării și promovării albumului MDNA, Madonna a lucrat la Rebel Heart în cursul anului 2014, colaborând cu diverși muzicieni, în special cu Diplo, Avicii și Kanye West. Solista a încărcat în mod regulat fotografii de la ședințele de înregistrări pe contul ei de Instagram. Spre deosebire de realizările ei anterioare care au implicat doar câțiva oameni, faptul că a lucrat cu un număr mare de colaboratori a creat probleme interpretei în a păstra direcția creativă și un sunet coerent.
Din punct de vedere tematic, Rebel Heart prezintă partea romantică și rebelă a Madonnei. Temele au început să varieze în timpul ședințelor de compunere și înregistrare. Din punct de vedere muzical, este un album pop ce unește muzica house, trap și reggae a anilor '90 și se remarcă prin folosirea chitarelor acustice și a unui cor evanghelic. Ca trăsătură caracteristică, unele cântece sunt autobiografice în timp ce altele vorbesc despre dragoste și cariera Madonnei. Rebel Heart conține colaborări cu boxerul Mike Tyson și cântăreții de muzică rap Nicki Minaj, Nas și Chance the Rapper.
S-a stabilit ca albumul să fie lansat în luna martie a anului 2015, iar primul discul single ar fi trebuit să fie lansat de ziua îndrăgostiților. Însă, după ce o serie de cântece noi au apărut pe internet fără acordul artistei, Madonna a lansat albumul pentru precomandă pe iTunes Store la 20 decembrie 2014, șase cântece fiind disponibile imediat pentru descărcare. O investigație a poliției a dus la arestarea unui bărbat israelian, acuzat și condamnat pentru spargerea computerului cântăreței și postarea în mod ilegal a pieselor pe internet. Coperta versiunii deluxe a albumului a devenit foarte populară, ducând la numeroase memeuri create și postate pe Instagram, Tumblr și Twitter. Pentru a-și promova albumul, Madonna a realizat numeroase apariții TV și spectacole live, inclusiv la cea de a 57-a ediție a premiilor Grammy și la ediția din 2015 a premiilor Brit. Acestea au fost urmate de turneul Rebel Heart Tour⁠(d) care a început în septembrie 2015 și s-a încheiat în martie 2016, vizând America de Nord, Europa, Asia și Oceania. Cântecele „Living for Love”, „Ghosttown⁠(d)”, „Bitch I'm Madonna⁠(d)” și „Hold Tight⁠(d)” au contribuit la promovarea albumului, fiind lansate ca discuri single.
Rebel Heart a avut parte de recenzii predominant pozitive din partea criticilor de specialitate, mulți recenzenți numindu-l cea mai bună realizare a Madonnei din acest deceniu. Aceștia au considerat că, spre deosebire de cele două albume anterioare, Hard Candy (2008) și MDNA (2012), sunetul albumului este unul progresiv. Rebel Heart s-a clasat pe locul doi în clasamentele Billboard 200 din Statele Unite și UK Albums Chart. Albumul a ocupat, de asemenea, prima poziție a topurilor din numeroase țări din întreaga lume, inclusiv în Australia, Canada, Germania, Italia, Spania și Elveția. Acesta s-a clasat, de asemenea, în top 10 în Franța, Irlanda, Mexic, Japonia, Noua Zeelandă și Suedia și a primit o certificare cu disc de aur în mai multe regiuni.

## Informații generale

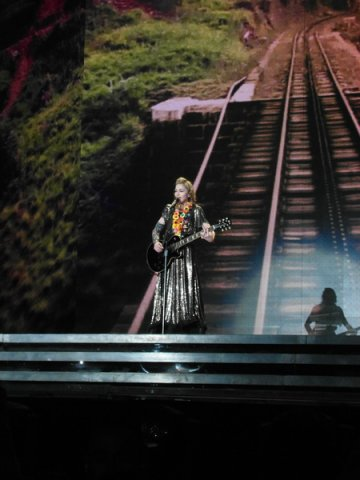
Madonna cântând piesa „I'm a Sinner” în turneul.

În urma lansării celui de-al doisprezecelea album de studio, MDNA (2012), Madonna a început promovarea acestuia cu ajutorul turneului MDNA Tour⁠(d). Acesta a creat multă controversă în jurul violenței, drepturilor omului, politcii, folosirii armelor de foc false și nudității pe scenă, cântăreața fiind ameninață cu mai multe procese judecătorești. Madonna s-a înfuriat din cauza mai multor spectacole unde s-ar fi pretins folosirea unor acte de „nedreptate” împotriva ființelor umane. În septembrie 2013, solista a lansat scurtmetrajul secretprojectrevolution⁠(d) regizat de Steve Klein⁠(d) care are ca temă principală libertatea artistică și drepturile omului. Filmul a lansat, de asemenea, o inițiativă globală numită „Art for Freedom” (ro.: „Artă pentru Libertate”) pentru a promova libertatea de exprimare. Aceasta a clarificat mai târziu pentru revista L'Uomo Vogue că următorul ei album va fi conectat cu Art for Freedom, spunând că a „trebuit” să demareze această inițiativă și să își folosească vocea ca o artistă.
În decembrie 2013, managerul Madonnei, Guy Oseary⁠(d), a declarat că interpreta era „dornică să înceapă” noul ei album. Cu toate acestea, cântăreața avea un alt proiect în minte - dezvoltarea scenariului pentru nuvela lui Andrew Sean Greer, Viețile imposibile ale Gretei Wells. Madonna a decis să își împartă timpul între scrierea scenariului și compunerea cântecelor pentru noul album. În februarie 2014, solista a confirmat că deja a început să lucreze la cel de-al treisprezecelea album de studio, spunând: „Chiar acum sunt în procesul unor discuții cu numeroși co-textieri și producători și vorbesc despre unde aș vrea să ajung cu muzica mea”. Lucrând la album cu un număr mare de colaboratori, Madonna a întâmpinat probleme în mențierea unui sunet coerent și a unei direcții creative pentru Rebel Heart, de vreme ce lucrările ei anterioare au fost realizate cu un număr mic de colaboratori. Aceasta a observat că mulți dintre cei cu care lucra nu puteau rămâne într-un singur oraș la o anumită oră datorită diverselor proiecte la care lucrau, rezultând că Madonna nu își putea finaliza cântecele.

## Compunerea și înregistrarea
În martie 2014, Madonna a început să posteze fotografii pe site-ul de socializare Instagram, făcând aluzii la posibilii textieri și colaboratori prin folosirea hashtag-urilor. Prima dată, aceasta a postat despre o vizită la un studio de înregistrări cu DJ-ul și producătorul suedez Avicii. Producătorul de înregistrări Carl Falk⁠(d) a povestit pentru ziarul Dagens Nyheter⁠(d) despre ședințele de înregistrare cu Madonna și Avicii. El a reamintit că unsprezece demo-uri au fost înregistrare timp de o săptămână la Henson Recording Studios⁠(d) în Hollywood, utilizând chitare acustice și un pian. Un total de șase personaluri au fost selectate de managereul lui Avicii, Arash „Ash” Pour Nouri. Aceștia au fost împărțiți în două grupuri, primul fiind compus din Falk, Rami Yacoub⁠(d) și Savan Kotecha⁠(d) iar cel de-al doilea fiind compus din Salem Al Fakir⁠(d), Vincent Pontare⁠(d) și Magnus Lidehäll⁠(d). Avicii a lucrat cu ambele grupuri în a crea piesele demo în timp ce Madonna a ajuns la studio după-amiaza și a rămas până la ora șapte dimineața. Cântăreața a lucrat îndeaproape cu ambele echipe, totodată fiind implicată în compunerea și schimbarea melodiilor. 

Câteva zile mai târziu, solista a încărcat o fotografie a unui apus de soare alături de cuvintele „Rebel Heart” (ro.: „Inimă Rebelă”), mass-media interpretându-le ca versurile unei noi piese. Descrierea fotografiei era „Day turns into night. I won't give up the fight. Don't want to get to the end of my days... saying I wasn't amazed” (ro.: „Zilele se transformă în nopți. Nu voi renunța la luptă. Nu vreau să ajung la sfârșitul zilelor mele... spunând că nu am fost uimită”). Alte imagini o prezentau pe Madonna împreună cu cântăreața Natalia Kills în fața unui microfon, și împreună cu Martin Kierszenbaum⁠(d), fondatorul și președintele Cherrytree Records și executiv senior A&R pentru Interscope Records, casa de discuri a Madonnei. Începând cu mijlocul lunii aprilie a anului 2014, solista a dezvăluit numele textierilor Toby Gad și Mozella și a producătorului de înregistrări Symbolyc One printr-o fotografie de grup în studio. Lista personalului a crescut, incluzându-i pe producătorul Ariel Rechtshaid⁠(d) și inginerul de sunet Nick Rowe. Într-un interviu pentru Sirius XM Radio⁠(d), Kierszenbaum a descris procesele de înregistrare:

Noi trebuia să stăm cu ea în studio pentru câteva zile. Ne-a invitat într-un mod amabil să stăm un pic mai mult. Nu știam cum se va încheia albumul dar a fost o absolută, știi, onoare...Pentru mine, fiind un fan pentru atât de mult timp, a fost foarte palpitant să-i aud vocea chiar în camera de lângă mine, ieșind din cap și sunând într-adevăr exact ca toate acele piese pe care noi le iubim și este o plăcere să lucrezi cu ea pentru că e atât de în ton cu cine este și ce vrea să cânte. Nu știu. Este cu adevărat grozav să lucrezi cu ea iar Natalia este o scriitoare așa de bună.

În mai 2014, Madonna a postat un selfie în care se vorbea despre colaborarea cu DJ-ul american Diplo. Cântăreața l-a invitat pentru petrecerea ei Oscar anuală, însă el nu a putut participa. În cele din urmă, ei au început să vorbească despre muzică prin mesaje și astfel s-au decis să colaboreze la album. Madonna l-a rugat pe Diplo să îi livreze „cea mai nebunească melodie” pentru album. Împreună au compus și au înregistrat șapte piese. Diplo a confirmat o piesă, cunoscută ca „Bitch I'm Madonna⁠(d)”, în care a crezut că va împinge limitele lirice pentru un cântec pop. Alicia Keys și Ryan Tedder au confirmat că au lucrat la album, spunând că au contribut la compunerea piesei „Living for Love”, Keys cântând la pain. „Messiah” și „Devil Pray” sunt alte două piese pe care Madonna le-a confirmat în diferite interviuri.

## Titlul și temele
Din punct de vedere tematic, Caryn Ganz de la Rolling Stone a considerat că albumul gravitează în jurul a două subiecte: ascultarea inimii cuiva și a fi rebel. Madonna a explicat că aceste concepte nu au fost sursele ințiale de inspirație, însă ele au apărut în timpul ședințelor cu Avicii. Cântăreața a observat cele două teme dezvoltându-se și a simțit nevoie de la exprima. Albumul a fost intitulat Rebel Heart întrucât dirija două aspecte diferite ale personalității cântăreței: partea ei rebelă și renegată și partea ei romantică, dorindu-și ca albumul să le prezinte pe ambele. Într-un interviu pentru postul de radio francez NRJ⁠(d), Madonna a explicat că Rebel Heart poate fi și autobiografic și ficțional, de vreme ce aceasta a mixat experiențele personale cu povestiri imaginare în timp ce a compus piesele. Titlul a derivat, de asemenea, dintr-o convingere a interpretei că artiștii de muzică contemporană nu sunt încurajați sau inspirați să fie rebeli, să își asume riscuri, să își spună părerea și a dorit să sublinieze acest lucru. Cu toate acestea, ea a înțeles importanța dragostei în natura rebelă, așa că a adăugat Heart în titlu.
„E o privire în urmă aici, o parte lipsă din începutul carierei mele când eram înconjurată de alți artiși... precum Keith Haring și Basquiat și Warhol. Era o vreme când muzica pop era mai naivă și mai liberă. Îmi lipsește acel sentiment și acel mixaj cu atât de multe lumi diferite în New York”. 
Meditația a fost, de asemenea, enumerată ca fiind o temă fundamentală pe album, de-a lungul unor declarații autentice de reflexie personală difuzate prin „Bitch I'm Madonna” și „Unapologetic Bitch” potrivit lui Sam C. Mac de la Slant Magazine, precum și „grija ei de sine obsesivă”. Madonna i-a explicat lui Jon Pareles⁠(d) de la The New York Times că ea niciodată nu a privit la realizările ei anterioare, ci doar s-a lăsat copleșită de amintiri și s-a simțit în regulă cu Rebel Heart. „Și e amar și dulce în același timp pentru mine să mă gândesc la asta. Părea ca un moment în care voiam a mă opri și a privi înapoi. Este un fel de vinovăție. Cum am făcut eu asta și ei nu?” . În timpul fazei de dezvoltare a albumului, cântăreața a devenit liniștită în a-și exprima ideile în fața câtorva oameni, în comparație cu „scrierea unui jurnal în fața cuiva și citirea lui cu voce tare... Era aproape ca un exercițiu de actorie, știi, doar punându-mă pe mine într-o cameră și lăsând ideile să curgă chiar dacă nu mă simțeam atât de legată de oameni”.
Continuarea inspirației pentru album a venit din explorarea Madonnei pentru artă, literatură, muzică și alte culturi, făcând referire la ele în cântece. Madonna a cerut ajutorul fiicei ei Lourdes și fiului ei Rocco, numindu-i consillieri ei A&R. Ei au vizitat cluburi de noapte și au putut să-i ofere știri cu privire la noua muzică și artiști, ajutând-o să creeze sunetele pe care și le dorea.
În general un album pop, Rebel Heart este diferit față de ultimele lansări ale Madonnei din acest deceniu, potrivit lui Bradley Stern de la MuuMuse. El a numit albumul o „înregistrare complexă”, citând fuziunea unei game largi de genuri muzicale precum muzica house, trap și reggae a anilor '90 și utilizarea unor chitare acustice. Stern a considerat că, spre deosebire de Hard Candy (2008) și MDNA care doar au urmărit tendițele muzicale de atunci, acest album are un sunet progresiv. Mitchell Sunderland de la Vice a considerat că Rebel Heart este „o lecție învățată” de la critica primită de Madonna pentru cele două albume precedente. Jed Gottlieb de la Boston Herald⁠(d) a caracterizat albumul ca o „abordare din ce în ce mai interesantă și mai inovatoare” a Madonnei, combinând stiluri de muzică contemporană cu gusturile ei anterioare. El a considerat Rebel Heart o îmbunătățire a cântecelor dance generice de pe MDNA. Pentru Jon Pareles⁠(d) de la The New York Times, Rebel Heart a fost ca o continuare a MDNA în compozița sa, dar, în cele din urmă, a fost tulburată de vocile mecanizate și reci și compoziția clișeică, descriind abilitățile vocale ale Madonnei ca cineva „care cugetă la păcat împreună cu romantism și faimă”. Jay Lustig de la The Record⁠(d) a considerat că Madonna a avut întotdeauna o lipsă de coerență tematică în lucrările ei anterioare. Cu toate acestea, cu piesele de pe Rebel Heart, cântăreața a fost capabilă să creeze discuri single cu un potențial succes în ciuda stilurilor diferite, menținând astfel o coerență în înregistrare.

## Structura muzicală și versurile
Rebel Heart debutează cu piesa „Living for Love”. Compusă în genul house, începe cu Madonna cântând peste o linie de pian „regal”, fiind mai apoi acompaniată de percuție. Deși este un cântec de despărțire, „Living for Love” vorbește despre a fi triumfător și plin de speranță. Potrivit lui Dean Piper de la The Daily Telegraph, piesa are „câteva trăsături specifice Madonnei: referințe religioase, un cor evanghelic, beat-uri de pian din anii '90 și un bas învolburat”. „Living for Love” a fost comparat cu single-urile din 1989 ale cântăreței: „Like a Prayer” și „Express Yourself” de către Jason Lipshutz de la Billboard. Cea de-a doua piesă, „Devil Pray⁠(d)”, a fost inspirată de modul în care o persoană ar putea folosi drogurile pentru a ajunge la un nivel mai înalt al conștiinței și pentru a se conecta cu Dumnezeu. Din punct de vedere al versurilor, cântecul face referire la o rugăminte de a fi salvat dintr-un abuz de droguri, făcând aluzii la Fecioara Maria și Lucifer, precum și durerea vindecării. Produs de Madonna împreună cu Falk, Avicii, DJ Dahi⁠(d) și Blood Diamonds⁠(d), „Devil Pray” începe cu note ușoare de chitară ce continuă apoi cu o producție electropop, acompaniată de beat-uri house. „Ghosttown⁠(d)” vorbește despre sfârșitul unei civilizații și despre lumea ce se confruntă cu un armaghedon, însă oamenii văd speranța în mijlocul distrugerii. Compus de Jason Evigan⁠(d), Evan Bogart⁠(d), și Sean Douglas⁠(d), „Ghosttown” este o baladă puternică în care Madonna cântă cu o voce „păturnzătoare” și „caldă” ca cea a Karenei Carpenter⁠(d), iar producția piesei este comparabilă cu cea a single-ului din 1986, „Live to Tell”. Potrivit lui Douglas, piesa a fost compusă în trei zile după ce Madonna a cerut personal să petreacă timp în studio împreună cu el și alți textieri. Cel de-al patrulea cântec, „Unapologetic Bitch⁠(d)”, este o piesă ska ce conține influențe reggae, dancehall și dubstep. Versurile abordează modul în care solista vorbește urât despre fostul ei iubit și despărțirea acesteia. Cântăreața a explicat că piesa este despre a te distra indiferent de situația în care te aflii.
Cea de-a cincea piesă, „Illuminati”, a fost inspirată de momentul în care Madonna a aflat că era considerată membră a Illuminati. Cântăreața s-a decis să se informeze despre Illuminati, și apoi a compus piesa. Versurile fac referire la teoriile conspirative, piramidele egiptene, pasărea Phoenix, Iluminism și ochiul atotvăzător, alături de refrenul: „It's like everybody in this party is shining like Illuminati” (ro.: „E ca și cum toată lumea de la această petrecere strălucește ca Illuminati”). Potrivit Madonnei, Kanye West, producătorul piesei, a îndrăgit melodia și a schimbat compoziția cântecului pentru „a-și lăsa amprenta” asupra ei. Minaj apare pe cel de-al șaselea cântec, „Bitch I'm Madonna”, cântând rap, în timp ce Madonna strigă versuri precum: „I just want to have fun tonight, I wanna blow up this house tonight” (ro.: „Vreau doar să mă distrez în seara asta, vreau să sară casa în aer în seara asta”). Produsă de Diplo și Sophie, piesa are un sunet ascuțit împreună cu compoziția electro și dubstep. ”. În timpul ședințelor de compunere, Minaj a trebuit să rescrie versurile până când a putut să obțină punctul de vedere pe care Madonna și-l dorea. „Hold Tight⁠(d)” constă într-un refren „impresionant” și un beat cu bătăi de tobe. Următoarea piesă, „Joan of Arc”, este o baladă în care Madonna cântă despre cercetarea pe care mass-media o face despre viața ei, cu versuri precum: „Each time they take a photograph, I lose a part of me I can't get back” (ro.: „De fiecare dată când ei fac o fotografie, îmi pierd o parte din mine pe care nu o mai pot recupera”). Cântecul face referire, de asemenea, la sfânta Bisericii Catolice, Ioana d'Arc.
„Iconic⁠(d)” este realizat în colaborare cu Chance the Rapper și boxerul Mike Tyson. Piesa are o introducere vorbită, similară cu discul single de debut a lui Canibus⁠(d), „Second Round K.O.⁠(d)” (1998). Madonna l-a invitat pe Tyson în studioul de înregistrări acolo unde a vorbit despre viața lui; acesta a înregistrat introducerea o singură dată. „Iconic” conține un beat „ciudat” și vorbește despre Madonna, adoptând titlul de „idol” prin versuri. „HeartBreakCity”, cântecul următor, este o baladă ce vorbește despre o dragoste pierdută, solista cântând într-un registru vocal mai grav, inspirat de muzica barocă. Cea de-a unsprezecea piesă, „Body Shop”, conține sintetizatoare, sunete de banjo și tobe și descrie iubirea ca o mașină stricată pe o șosea, necesitând o reparație la caroserie pentru a rămâne în viață. West a produs, de asemenea, și următorul cântec, „Holy Water”, în care cântăreața își compară fluidele corporale cu apa sfințită. Piesa amintește de single-ul din 1990, „Justify My Love”, și conține un fragment din „Vogue”. Basul însoțește refrenul ce conține gemete, muzică de jocuri de noroc și sintetizatoare. „Inside Out” a fost produs de Mike Dean⁠(d) iar solista cântă acompaniată de un pain și acorduri moderate. Cea de-a paisprezecea piesă, „Wash All Over Me⁠(d)”, ultimul cântec al versiunii standard al albumului, conține sunete de pian barocan și bătăi de tobe militare în timp ce Madonna cântă despre schimbarea lumii, despărțiri și acceptare. Un cor evanghelic și câteva sintetizatoare sprijină sunetul cântecului.
Versiunea deluxe a albumului Rebel Heart debutează cu piesa „Best Night”, o compoziție electro a anilor '80 ce amintește de melodiile formației Sade cu tobe și flaut indian. Madonna începe cântecul cu versul „You can call me M tonight” (ro.: „Poți să-mi spui M în seara asta), însă vocea ei nu este vizibilă în refren, ci doar în celelalte versuri. Există, și aici, o referință la cântecul „Justify My Love” în timpul unui vers intermediar. „Veni Vidi Vici”, piesa următoare, este un cântec rap despre o „poveste de origine”, cu versuri compuse în jurul cântecelor Madonnei: „I expressed myself, came like a virgin down the aisle / Exposed my naked ass, and I did it with a smile / And when it came to sex, I knew I walked the Borderline / and when I struck a pose, all the gay boys lost their minds”. Intepreta cântă refrenul peste un beat simplu de chitară, spunând „I came, I saw, I conquered” (ro.: „Am venit, am văzut, am învins), traducerea în engleză a titlului. Nas cântă despre viața lui iar Diplo sprijină fragmentul cu sunete de pistol și de corn. Cea de-a șaptesprezecea piesă, „S.E.X”, o surprinde pe Madonna întrebând sarcastic „spune-mi ce știi despre sex”, acompaniată de un bas și sintetizatoare. În apropiere de final, solista enumeră elemente Bondage⁠(d). Descris și ca o întruchipare și ca o critică a actului în sine, „S.E.X” vorbește despre lipsa de intimitate, Madonna cântând rap cu o voce „calmă”.
„Messiah” este o baladă pop dramatică acompaniată de o orchestră și viori. Madonna cântă cu un ton „catifelat și adânc”, versurile vorbind despre lumânări, necromanție și vrăjitoare de dragoste. Ultima piesă a albumului cu același nume a fost complet schimbată față de varianta demo care apărut ilegal pe internet. „Rebel Heart” se compune dintr-o chitară acustică și viori, împreună cu versurile sale autobiografice. Amy Pettifer de la The Quietus a considerat că „«Rebel Heart» recunoaște cuminte rolul Madonnei în construirea scenei și popularizarea stilisticii care stă la baza tendințelor actuale”. Versiunea super deluxe prezintă piese precum „Graffiti Heart”, Madonna inspirându-se de la prietenii ei artiși: Jean-Michel Basquiat și Keith Haring care au evocat puterea artei în obținerea libertății. Cântecul a fost descris de blogul Pretty Much Amazing ca „o scrisoare de dragoste către creativitate”. „Borrowed Time” este despre război și problemele societății în timp ce „Auto-Tune Baby” conține sunetele unui copil plângând în fundal.

## Lansarea, coperta și hackerii
În luna mai a anului 2014, fotograful Mert Alas⁠(d) a postat pe contul lui de Instagram că ar fi ascultat noul album al Madonnei, dar Billboard a clarificat că artista încă lucrează la acesta în Los Angeles. Un fragment de 50 de secunde dintr-un instrumental a apărut pe internet, mass-media afirmând că ar fi al Madonnei; fragmentul s-a dovedit a fi al DJ-ului olandez Sander Kleinenberg⁠(d) din cântecul său „We Are Superstars”. Oseary a confirmat că Madonna așteaptă cu nerăbdare o dată de lansare a albumului pentru 2015. Cu toate acestea, la 28 noiembrie 2014, două cântece numite „Rebel Heart” și „Wash All Over Me” au apărut în mod misterios pe internet; piesele au fost șterse imediat iar Oseary a cerut ajutor în a afla sursa scurgerilor de informații printr-o postare pe contul său de Twitter. Pe 17 decembrie 2014, treisprezece cântece au apărut pe internet, precum și coperta albumului care s-ar fi numit Iconic. Madonna a clarificat că piesele erau versiunile demo ale unor înregistrări anterioare, descriind această scurgere de informații ca „un viol artistic”. Cântăreața a fost, de asemenea, criticată pentru referirea furtului ca „un act de terorism”, din cauza unor evenimente recente: masacrul de la Peshawar și criza ostaticilor din Sydney. Madonna a declarat într-un interviu pentru Billboard că, după acest incident, echipa ei a încercat să recupereze piesele direct de la sursă, însă s-au decis imediat să lanseze piesele finalizate. Făcând referire la atacul informatic asupra serverelor companiei Sony Pictures, cântăreața a fost critică pe internet, aceasta explicând că incidentul a determinat-o să-și securizeze laptopul, HDD-urile și să-și dezactiveze Wi-Fi-ului. „Voiam să-mi planific totul în avans. Lansarea single-ului, filmarea unui videoclip, voiam să încep a vorbi despre piesele mele. Și, știi, să mă pregătesc pentru lansarea albumului și să fie totul aranjat... Dar am rămas fără alegere”, a adăugat ea.
Evident este o persoană, sau un grup de persoane în spatele acestor lucruri, încercând să mă terorizeze. Nu vreau să sune alarmant, dar fără îndoială așa m-am simțit. Altceva este să îți intre cineva în casă și să îți fure tablourile de pe perete: și asta, desigur, este o infracțiune. Dar, munca ta, ca artist, asta e devastator [...] Nu a fost un acord consensual. Nu am spus „hei, aici e muzica mea, și este finalizată”. A fost un furt. 
La 20 decembrie 2014, albumul a fost pus la dispoziție pe iTunes pentru precomandă iar șase piese (cinci în Regatul Unit) erau descărcate automat. Madonna a considerat cele șase cântece „un cadou de Crăciun timpuriu” până la lansarea finală a albumului pe 10 martie 2015. Inițial, „Living for Love” trebuia să fie lansat de Ziua Îndrăgostiților ca primul disc single extras de pe album, restul pieselor fiind programate pentru primăvară. Însă, datorită scurgerilor de informații, data lansării a trebuit să fie grăbită. Lansarea albumului a fost comparată cu lansarea surpriză din 2013 a albumului autointitulat Beyoncé, The Guardian numind Rebel Heart „parțial Beyoncé”. Scurgerile de informații au continuat cu încă paisprezece noi demo-uri ce au apărut între 23 și 27 decembrie. Trei noi piese: „Hold Tight”, „Joan of Arc” și „Iconic” au fost lansate după spectacolul Madonnei de la premiile Grammy.
Lista finală a melodiilor pentru Rebel Heart a fost dezvăluită pe 20 ianuarie 2015, incluzând numele pieselor de pe varianta standard și varianta deluxe. O zi mai târziu, poliția din Israel a arestat un bărbat suspectat că ar fi spart conturile de mail ale Madonnei, ale colaboratorilor acesteia, precum și a altor muzicieni, furând și comercializând piese încă nelansate. Lahav 433⁠(d), o organizație de tip umbrelă pentru combaterea criminalității, a condus o anchetă timp de o lună după ce scurgerile de informații au avut loc, lucrând în strânsă colaborare cu Biroul Federal de Investigații. Deși poliția israeliană a refuzat să numească suspectul, mass-media l-a identificat ca fiind Adi Lederman, fostul concurent al unei competiții de cântat din Israel, Kokhav Nolad⁠(d), sezonul zece. Deoarece versiunea deluxe a fost postată în întregime, Lederman a fost condamnat de o instanță israelină pentru patru capete de acuzare: violare de domiciliu a unui calculator, monitorizare secretă și interzisă, încălcarea drepturilor de autor și mascarea anchetei. Investigația a dezvăluit, de asemenea, că Lederman ar fi fost cel care a postat în mod ilegal demo-ul primului single de pe albumul MDNA, „Give Me All Your Luvin'”. Exemplare de melodii, inclusiv repetiții ale următoarelor spectacole ale Madonnei au fost vândute pentru mai mult de 1000$ unor diverși clienți. Lederman a fost condamnat, în cele din urmă, la paisprezece luni de închisoare într-un penitenciar din Tel Aviv.
Coperta albumului cu fața Madonnei traversată de fire negre a devenit populară pe rețele de socializare, ducând la numeroase memeuri create și postate pe Instagram, Tumblr și Twitter. Fanii și-au înfășurat propriile fețe cu fire negre, imitând coperta, sau au creat memeuri cu chipurile altor celebrități, precum: Britney Spears, Michael Jackson, Homer Simpson, Jim Carrey, Marlon Brando și Grinch. Madonna a redistribuit multe dintre imagini pe conturile ei de socializare. Cu toate acestea, trei dintre imagini: cele cu Martin Luther King Jr., Nelson Mandela și Bob Marley au fost criticate pentru „lipsă de respect și rasism”. Cântăreața a explicat următoare zi fotografiile, spunând că s-a simțit flatată de comparația cu cei trei, caracterizându-se ca o „luptătoare pentru libertate”.

## Promovarea

### Interpretări live

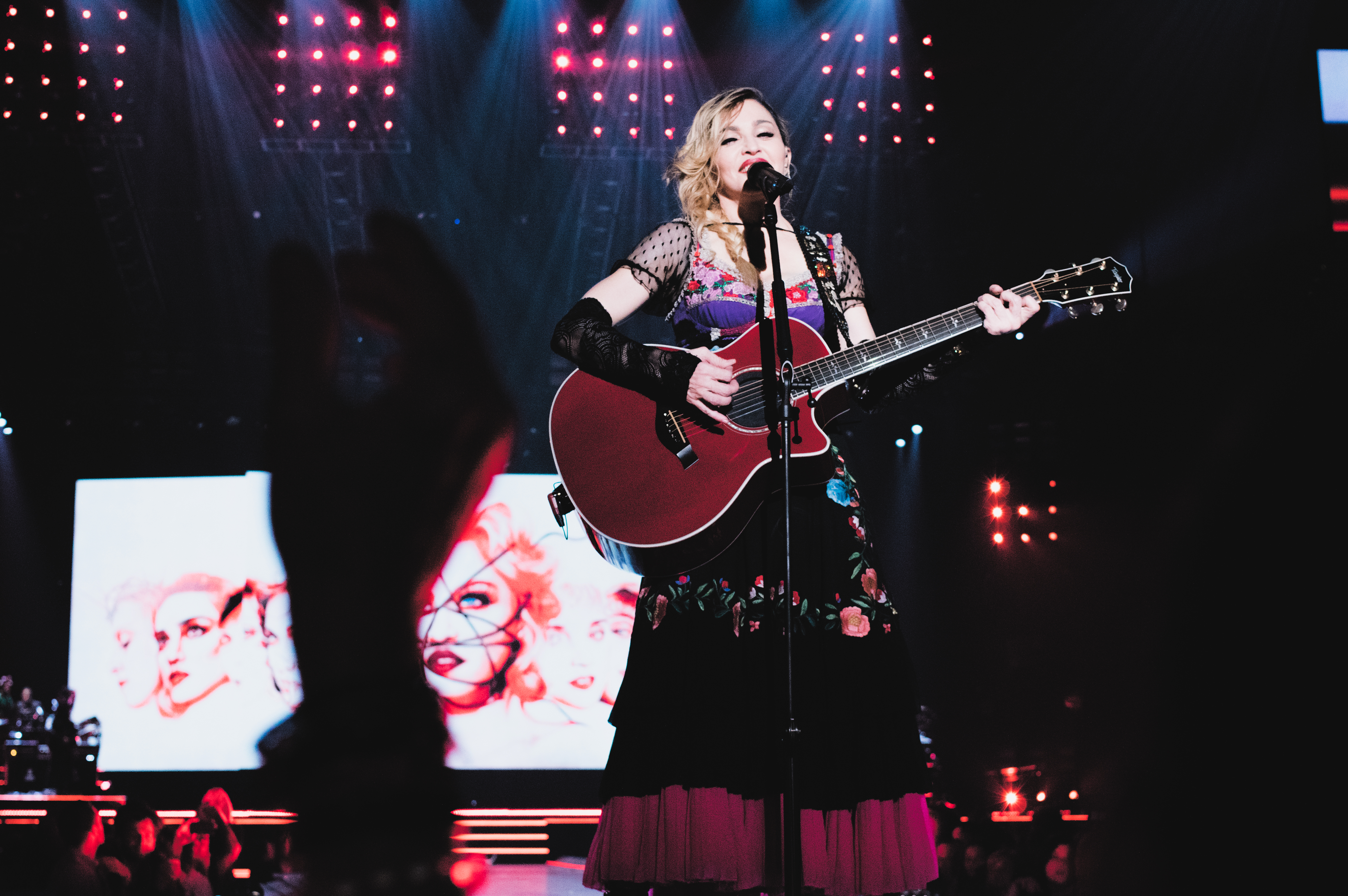
Madonna interpretând piesa „Rebel Heart” în timpul turneului.

Madonna și-a confirmat apariția la cea de-a 57-a ediție a premiilor Grammy la 8 februarie 2015; Oseary a clarificat mai târziu că solista va cânta, de asemenea, la ceremonie. Madonna a interpretat „Living for Love” purtând un costum de matador roșu dintr-o singură piesă, înconjurată de dansatori costumați în minotauri, similiar ca în videoclipul cântecului. Forbes a relatat că interpretarea cântăreței a fost cel mai urmărit moment al serii. Efortul ei de a cânta live, fără folosirea auto-tune-ului în timpul coregrafiei a fost, de asemenea, apreciat. Artista a cântat „Living for Love” și la ediția din 2015 a premiilor Brit, la 25 februarie 2015. Cu toate acestea, în primul stadiu al spectacolului, datorită unei defecțiuni de garderobă, cântăreața a căzut în zbor de pe scările care făceau parte din scenă. Mai târziu, acestea a folosit Instagram-ul pentru a confirmă că este bine, postând „Mulțumesc pentru bunele dorințe! Sunt bine”. S-a descoperit mai târziu că pelerina Madonnei a fost legată mult prea strâns. Atunci când dansatorii au încercat să i-o îndepărteze, asta a cauzat prăbușirea solistei la podea, șocând publicul. După câteva secunde, cântăreața s-a ridicat și și-a continuat spectacolul conform planului.
Madonna a încheiat un parteneriat cu aplicația geosocială Grindr⁠(d) pentru a promova Rebel Heart. În urma unui concurs, cinci utilizatori ai aplicației au fost selectați pentru un interviu exclusiv cu artista. Concursul a constat în recrearea coperții albumului și postarea acestuia ca fotografie de profil. Ceilalți câștigători au primit exemplare ale albumului cu autograf. Joe Stone de la The Guardian a considerat această metodă de promovare care îi permite Madonnei să ia legătura în mod direct cu publicul ei gay „isteață”. Cântăreața a apărut la The Jonathan Ross Show⁠(d), pentru primul ei interviu în Regatul Unit în trei ani, la 26 februarie 2015 (difuzat la 14 martie). Solista a interpretat o versiune editată a piesei „Living for Love”, precum și „Ghosttown” pentru prima dată. La 1 martie, Madonna a călătorit în Italia pentru o apariție la emisiunea Che tempo che fa⁠(d) (difuzată la 8 martie), unde a cântat „Devil Pray⁠(d)” și „Ghosttown”. Aceasta a vorbit cu gazda Fabio Fazio despre diverse subiecte, inclusiv procesul de dezvoltare al albumului. Următoarea zi, solista a apărut la emisiunea franceză Le Grand Journal⁠(d) acolo unde a interpretat versiuni editate ale cântecelor „Living for Love” și „Ghosttown”. Un alt interviu a fost difuzat la The Today Show⁠(d) la 9 și 10 martie 2015 în care cântăreața i-a vorbit gazdei Carson Daly⁠(d) despre cântecele de pe Rebel Heart apărute ilegal pe internet. Madonna a apărut pentru prima dată la o ediția specială a emisiunii The Howard Stern Show⁠(d) la 11 martie 2015, discutând despre viața ei, relațiile personale, precum și confirmarea că „Ghosttown” va fi cel de-al doilea disc single de pe album.
Solista a apărut și a cântat la emisiunea The Ellen DeGeneres Show⁠(d) în Statele Unite pentru întreaga săptămână 16-20 martie. Cântecele interpretate au inclus și „Living for Love”, alături de DeGeneres însăși alăturându-se cântăreței pe scenă, o versiune simplificată a piesei „Joan of Arc”, „Ghosttown” și, în cele din urmă, single-ul Madonnei din 1985, „Dress You Up”, în timpul unei secvențe de concert în baie cu DeGeneres. La 29 martie 2015, Madonna a interpretat „Ghosttown” la gala premiilor iHeartRadio 2015 în Los Angeles, Taylor Swift alăturându-se cântăreței pe scenă, cântând la chitară. Două zile mai târziu, Jo Whiley⁠(d) de la BBC i-a luat un interviu Madonnei pentru Radio 2, primul interviu radio în Regatul Unit al cântăreței. Interpreta a apărut la emisiunea The Tonight Show Starring Jimmy Fallon⁠(d) la 9 aprilie 2015, cântând „Bitch, I'm Madonna” și single-ul din 1983, „Holiday”.

### Discuri single

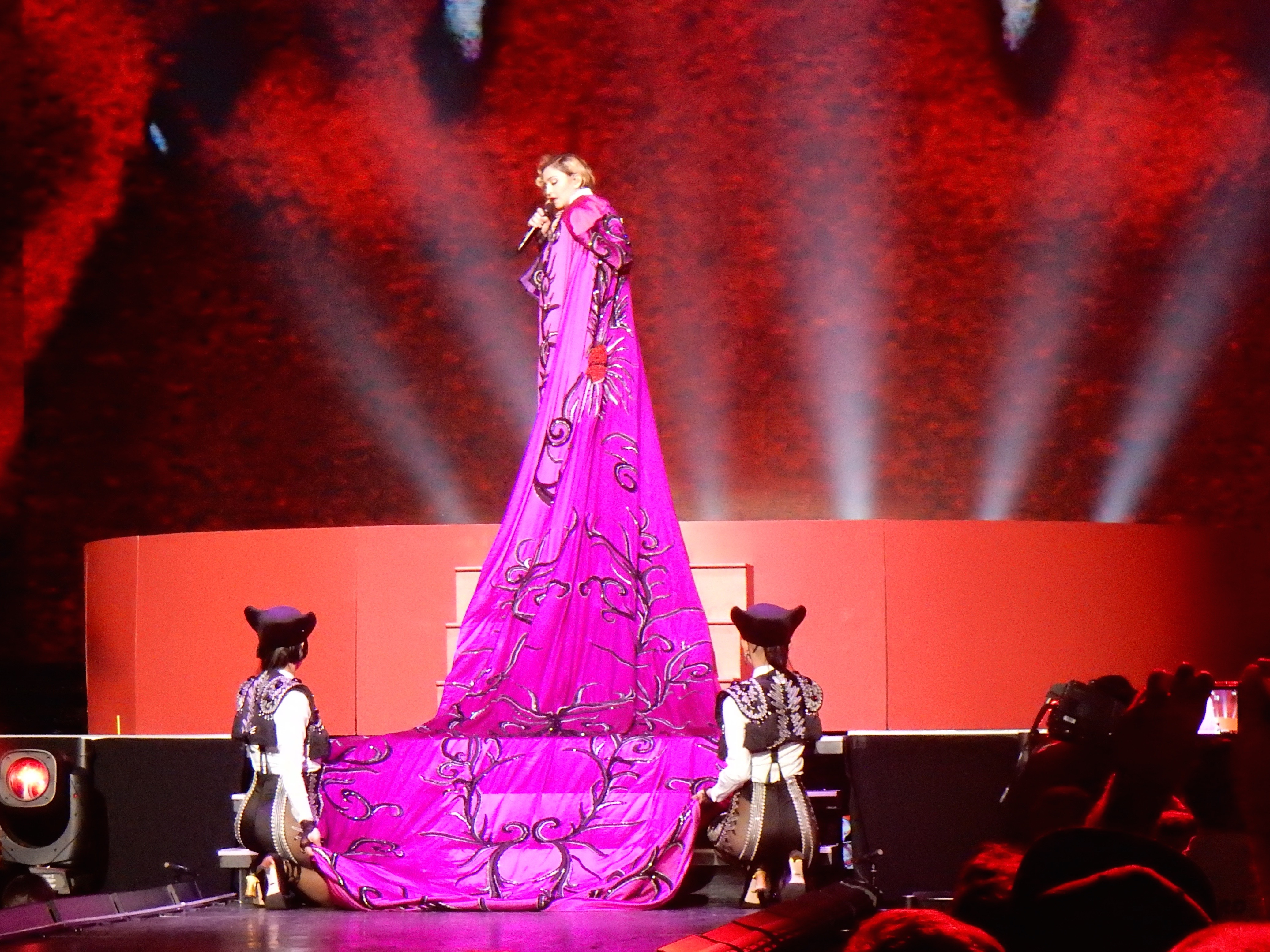
Interpretarea piesei „Living for Love” în timpul turneului. Pentru cântec, Madonna a purtat o pelerină lungă, similară cu costumul de la premiile Brit.

„Living for Love” a fost extras ca primul disc single de pe album, lansat odată cu încă alte cinci piese. Acesta a fost trimis spre difuzare la radiourile din Statele Unite la 10 februarie 2015. Cântecul a primit un feedback pozitiv din partea Slant Magazine, ocupând locul 25 în topul de final de an al celor mai bune piese din 2015 realizat de publicație, adăugând că este: „Supraîncărcat și bine gândit, cu siguranță, însă esența piesei rămâne în tact. Chiar dacă mesajul Madonnei despre viață după dragoste nu a înregistrat o revenire comercială prea mare, precum «Believe» a lui Cher, rămâne în continuare un cântec evanghelic pop de cel mai înalt ordin”. Un videoclip însoțitor regizat de duo-ul francez Julien Choquart și Camille Hirigoyen, cunoscuți ca J.A.C.K, a fost lansat în februarie 2015. Povestea videoclipului încorporează elemente mitologice și o înfățișează pe Madonna ca un Matador⁠(d), luptându-se cu dansatorii ei costumați în minotauri pe o scenă rotundă și roșie. „Ghosttown” a fost trimis prima dată spre difuzare radio în Italia la 13 martie 2015 și o săptămână mai târziu în Australia. Videoclipul piesei a fost regizat de Jonas Åkerlund iar actorul Terrence Howard a jucat în el. Tema principală a videoclipului a fost „o situație apocaliptică ce mimează sfârșitul lumii”, prezentând-o pe cântăreață și pe Howard ca singurii supraviețuitori dintr-un oraș distrus.
Cel de-al treilea disc single, „Bitch I'm Madonna”, a fost lansat ca un EP remix ce conține remixuri realizate de diferiți colaboratori. Åkerlund a regizat și videoclipul acestei piese, prezentându-i pe Minaj și Diplo împreună cu Madonna, precum și apariții scurte ale Ritei Ora, Chris Rock, Jon Kortajarena⁠(d), Miley Cyrus, Alexander Wang⁠(d), Beyoncé, Katy Perry, Kanye West și cei doi fii ai Madonnei, Rocco și David. Videoclipul a fost filmat la Standard Hotel⁠(d) în New York City și o înfățișează pe cântăreață împreună cu anturajul ei în timpul unei petreceri prin întreaga clădire, finalizându-se pe acoperișul hotelului. Lansarea videoclipului prin intermediul serviciului Tidal⁠(d) a fost afectată de dificultăți tehnice, fapt ce a dus la recenzii mixte. Criticii au complimentat nebunia videoclipului, însă au criticat absența vedetelor stabilite ințial. „Hold Tight” a fost lansat doar ca single radio în Italia la 24 iulie 2015 și a fost cel de-al patrulea disc single de pe Rebel Heart în țara respectivă.
„Bitch I'm Madonna” a devenit singura piesă de pe album care să se claseze în topul Billboard Hot 100. Cântecul a debutat pe locul 84 cu ajutorul a 2,6 milioane de difuzări audio și video. Primele trei single-uri s-au clasat pe prima poziție a topului Dance Club Songs, Madonna devenind astfel artista cu cele mai multe piese pe locul unu în clasament, precum și artista cu cele mai multe discuri single care să ocupe prima poziție într-un clasament Billboard, depășindu-l pe cântărețul George Strait⁠(d) care a obținut 44 de piese pe prima poziție a clasamentului Hot Country Singles⁠(d). „Living for Love” a ocupat locul 26 în Regatul Unit, devenind astfel cel de-al 71-lea disc single al Madonnei care să se claseze în top 40.

### Rebel Heart Tour
Numeroase agenții de presă au început să raporteze despre turneul de concerte care va sprijini albumul. Ziarul italian Torino Today a anunțat că Madonna plănuiește o revenire în Torino pe 20 și 21 noiembrie 2015. Turneul s-a numit Rebel Heart Tour⁠(d) și a vizat America de Nord, Europa, Asia și Oceania, cu primul concert la 9 septembrie 2015. Publicația Billboard a anunțat că turneul se va desfășura doar în arene, în orașe în care Madonna nu a mai cântat înainte. Inițial, au fost plănuite 25-30 de spectacole în America de Nord și 20-25 în Europa, datele acestora fiind dezvăluite mai târziu. Acest turneu a reprezentat prima vizită a Madonnei în Australia în mai bine de 20 de ani, ultima dată fiind în timpul turneului The Girlie Show Tour în 1993, și prima dată când solista a cântat în Noua Zeelandă și Filipine. Scena principală a fost extinsă cu un podium care la capăt are formă de inimă. Printre designerii care au creat ținutele pentru spectacole se enumeră și Jeremy Scott⁠(d) de la Moschino, Alessandro Michele⁠(d) de la Gucci, Alexander Wang⁠(d), împreună cu Fausto Puglisi, Prada, Miu Miu⁠(d), Swarovski, designerul libanez Nicolas Jebran⁠(d), precum și vechiul colaborator al Madonnei, Arianne Phillips⁠(d). Turneul a primit recenzii pozitive din partea criticilor, mulți dintre ei observând că Madonna părea să se simtă foarte fericită pe scenă. Rebel Heart Tour a avut încasări de 169.8 milioane de dolari din 82 de concerte, cu peste 1.045 de milioane de bilete vândute. În martie 2016, interpreta a anunțat că spectacolele din Sydney, Australia, de pe 19 și 20 martie 2016 vor filmate pentru a fi lansate pe DVD. Danny B. Tull⁠(d) și Nathan Rissman, cei cu care Madonna a lucrat și în trecut, s-au ocupat de regizare. În septembrie 2016, solista a dezvăluit că a terminat vizionarea filmului „aspru asamblat” și va fi lansat în următoarele două luni. 

## Receptare

### Comercială
Potrivit lui Andrew Hampp de la Billboard, precomenzile pentru Rebel Heart au primit un puternic răspuns comercial după lansarea albumului pe iTunes în toată lumea. Precomenzile au fost estimate între 50,000 și 60,000 de exemplare, potrivit prezicătorilor din industrie. Rebel Heart a debutat pe locul al doilea în clasamentul Billboard 200, cu 121,000 de exemplare vândute, pe prima poziție aflându-se coloana sonoră a serialului Empire. Cu toate că a fost cel mai bine vândut album al săptămâniii - clasându-se pe locul unu în clasamentul Billboard Top Album Sales cu 116,000 exemplare fizice vândute (96% din totatul unităților) - acesta s-a clasat pe locul doi datorită streaming-ului și vânzărilor digitale, cu doar 1,000 și, respectiv, 4,000 de exemplare vândute. Rebel Heart a devenit cel de-al 21-lea album al Madonnei de top 10, însă primul ei album de studio care nu s-a clasat pe prima poziție a clasamentului de la Ray of Light (1998). Turneul de promovare a albumului a adus doar încă 10,000 de exemplare vândute, în comparație cu cele 180,000 de copii vândute ale albumului ei anterior, MDNA. De asemenea, lansarea a albumului a adus-o pe cântăreață pe locul șapte în clasamentul Billboard Artist 100, obținând 2,219% din totalul punctelor Artist 100 iar activitatea de pe rețelele de socializare crescând cu 31%. În Canada, Rebel Heart a debutat pe prima poziție a clasamentului Canadian Albums Chart⁠(d), cu 18,000 de exemplare vândute în prima săptămână, devenind cel de-al șaptelea album al solistei ce ajunge în fruntea clasamentului în timpul erei SoundScan. În următoarea săptămână, albumul a coborât 19 poziții în clasamentul Billboard 200, în timp ce în Canada a coborât o singură poziție. Billboard a anunțat că vânzările albumului au scăzut cu 78%, cu 26,000 de exemplare vândute, o reflectare a precomenzilor intense în prima săptămână. Albumul a început să scadă treptat în următoarele două săptămâni. În cea de-a cincea săptămână, Rebel Heart a avut parte de o creștere în vânzări datorită apariției Madonnei la emisiunea The Tonight Show with Jimmy Fallon, ajungând de pe locul 57 pe locul 41 în clasamentul Billboard 200. Albumul a petrecut 11 săptămâni în clasament, ocupând locul 151 în clasamentul de final al Billboard 200. Până în decembrie 2016, albumul s-a vândut în 238,000 de exemplare în Statele Unite potrivit Nielsen SoundScan.

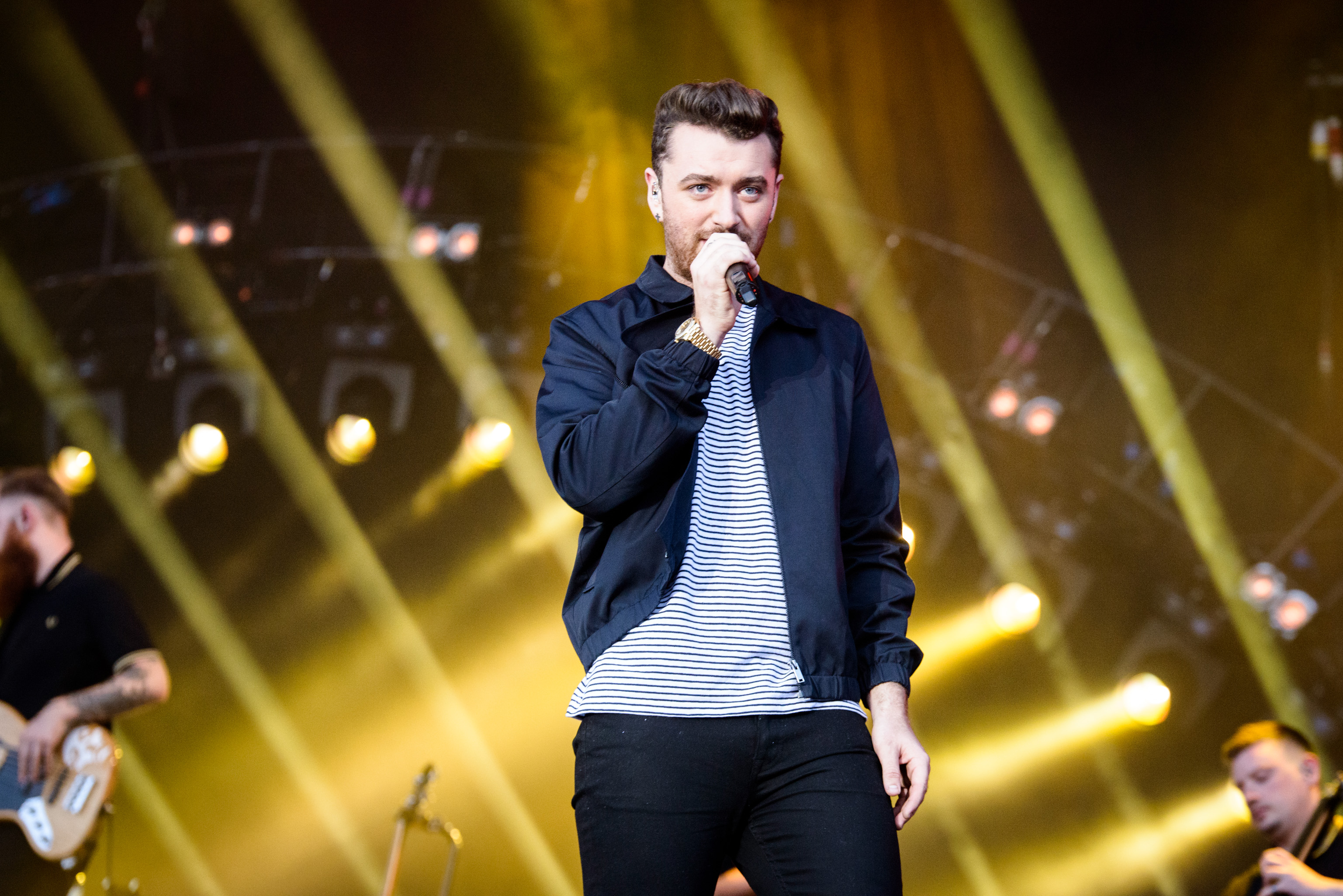
În Regatul Unit, Rebel Heart a debutat sub albumul lui Sam Smith, ', care a depășit vânzările Madonnei în ultimul moment.

În Regatul Unit, Official Charts Company⁠(d) a anunțat că Rebel Heart a vândut mai multe exemplare în comparație cu cei mai apropiați rivali, cu un raport de aproape 3:1 după doar 24 de ore de vânzare. Cu toate acestea, albumul lui Sam Smith, In the Lonely Hour⁠(d), a depășit-o pe Madonna în ultimul moment, Rebel Heart debutând pe locul doi la doar 12,000 de copii diferență. Acesta a devenit primul album de studio al interpretei care să nu ajungă în fruntea clasamentului de la Bedtime Stories, care a debutat, de asemenea, pe locul doi în 1994. Albumul s-a vândut în 37,245 exemplare, incluzând 416 din streaming, cele mai mici vânzări din prima săptămână ale unui album de studio de-al Madonnei. Cu toate acestea, solista și-a extins avansul de a fi cea mai bine vândută cântăreață a secolului 21 în Regatul Unit, acumulând un total de 7,65 de milioane de exemplare vândute. În următoarea săptămână, albumul a coborât cinci poziții, ajungând pe locul șapte, vânzările scăzând cu 67,46%, cu doar 11,983 de exemplare vândute. Rebel Heart a primit o certificare cu disc de argint de către British Phonographic Industry⁠(d) (BPI) pentru vânzarea de peste 60,000 de copii, până în iunie 2015 având vânzări de 76,490 de exemplare.
Rebel Heart a debutat în fruntea clasamentului German Albums Chart⁠(d), devenind cel de-al doisprezecelea album de top al Madonnei. Cântăreața i-a întrecut pe The Beatles și Robbie Williams ca artiștii străini cu cele mai multe albume de top din istoria clasamentului german, și egalându-l pe Herbert Grönemeyer⁠(d) ce se află pe locul trei, Peter Maffay și James Last depășindu-l cu cele 16 și, respectiv, 13 albume de top. În Franța, albumul a debutat pe locul trei în clasamentul SNEP Albums, vânzând în primele trei zile 17,000 de exemplare. Rebel Heart s-a clasat, de asemenea, pe locul unu în Austria, Belgia (Flanders), Croația, Cehia, Ungaria, Italia, Țările de Jos, Portugalia, Spania și Elveția, ajungând, de asemenea, în top 10 în restul Europei.
În Australia, Rebel Heart a debutat în fruntea clasamentului ARIA Albums Chart⁠(d), cu vânzări de 6,962 de exemplare, devenind cel de-al unsprezecelea album de top al Madonnei și egalând-o cu formația U2 ca artist cu cele mai multe albume de top încă de la înființarea ARIA în 1983. Rebel Heart a ajutat-o pe Madonna să obțină cea de-a nouăsprezecea ei săptămână pe prima poziție a clasamentului, devenind cea de-a douăzeci și patra artistă cu cele mai multe săptămâni pe locul unu. Albumul a avut parte de o scădere bruscă în următoarea săptămână, vânzând 1,312 exemplare și clasându-se pe locul 18. În Noua Zeelandă, albumul a debutat pe locul șapte în clasamentul Official New Zealand Music Chart⁠(d). În Japonia, Rebel Heart a debutat pe locul opt în clasamentul Oricon Albums Chart⁠(d), vânzând în prima săptămână 7,548 de exemplare fizice și devenind cel de-al douăzeci și treilea ei album de top 10. Rebel Heart s-a clasat, de asemenea, pe prima poziție a clasamentului Oricon International Albums Chart, rămânând acolo timp de două săptămâni. În Coreea de Sud, albumul i-a oferit Madonnei două apariții simultane în clasamentul Gaon International Albums Chart⁠(d), versiunea deluxe ocupând primul loc iar ediția standard clasându-se pe locul șapte. Rebel Heart a devenit cel de-al treizeci și nouălea cel mai bine vândut album al anului 2015, cu vânzări de 900,000 de copii, până în martie 2016 estimându-se aproape un milion de exemplare vândute în întreaga lume.

### Critică
După lansarea sa, Rebel Heart a primit, în general, recenzii pozitive din partea criticilor de specialitate. Pe Metacritic, albumul a primit un scor de 68, bazat pe 29 de recenzii, ceea ce indică „recenzii general favorabile”. Neil McCormick de la The Daily Telegraph, Andy Gill de la The Independent, Stephen Thomas Erlewine⁠(d) de la AllMusic și Lauren Murphy de la The Irish Times⁠(d) au oferit albumului patru din cinci stele. McCormick a considerat că „pentru prima dată în mulți ani, [Madonna] nu sună disperată”, lăudând Rebel Heart în comparație cu Hard Candy și MDNA. Saeed a numit albumul „o colecție bună de cântece pop zdravene în care Madonna în sfârșit își dă voie să se uite în urmă și să fure câte puțin din perioada ei de glorie de la sfârșitul anilor '80 și începutul anilor 2000. Murphy a scris că „indisputabilul idol pop s-a întors cu o încercare de lovitură”, după ce MDNA a avut „câteva hituri pop memorabile”. Pentru Gill, cel mai impresionant aspect al albumului a fost vocea Madonnei iar Erlewine a considerat albumului o renaștere a părții provocatoare și stării confesionale a cântăreței.
Amy Pettifer de la The Quietus⁠(d) a lăudat albumul, descriindu-l ca „o întoarcere întunecată a culturii de club [pentru Madonna], și se pare că  – la un anumit nivel – face față greșelilior lansărilor ei recente”. Oferindu-i 3.5 din 4 stele, Elysa Gardner de la USA Today a descris sunetul albumului și versurile ca „direct pătrunzătoare”. Greg Kot⁠(d) de la Chicago Tribune și Randall Roberts de la Los Angeles Times au acordat trei stele din patru. Kot a considerat că albumul ar fi fost mult mai bun fără cântecele care fac referire la sexualitate, dar totuși le-a considerat „fascinante” în timp ce Roberts a spus că Rebel Heart s-a remarcat „puternic” datorită producției sale. James Reed, autor al ziarului The Boston Globe, a opinat că albumul a fost: „o ocolire binevenită din discografia recentă a artistei...cea mai satisfăcătoare lucare a ei într-un deceniu care leagă sprinten puncte din diferite ere și aspecte mai vechi ale Madonnei”. Criticul Joey Guerra de la Houston Chronicle a numit Rebel Heart: „un album complex, complet și puternic”.
Sal Cinquemani de la Slant Magazine, Joe Levy de la Billboard și Caryn Ganz de la Rolling Stone au oferit albumului 3.5 stele din 5. Cinquemani a considerat că albumul a fost „unul surprinzător de coerent”. Levy a scris că Rebel Heart a fost „rafinat” în comparație cu „standardele actuale”, adugând că: „Aceste cântece se dezvăluite încet, construindu-se prin intro-uri asemănătoare preludiului, înainte ca primul vers să se etaleze peste o serie de texturi nestatornice”. Ganz a considerat că Rebel Heart „este cel mai puternic atunci când Madonna ne împinge pe toți la o parte și ne vorbește direct”, adăugând că: „În adâncul ei, Madonna are o inimă rebelă – și nu o poți învinovăți pentru că ne-a reamintit că muzica pop este cu atât mai bună pentru ea”. Jamieson Cox de la Time a felicitat albumul pentru producția lui solidă și sunet, dar și pentru vocea solistei și versuri”. Oferindu-i un „B”, Kyle Anderson și Adam Markovitz de la Entertainment Weekly au numit albumul „cea mai bună escapadă a Madonnei de la Music (2000)”. Alexis Petridis⁠(d) de la The Guardian și Nick Levine Time Out i-au acordat albumului trei din cinci stele. Petridis a considerat că cele două părți nepotrivite ale albumului nu au avut „destul gel”, explicând că: „prima ar putea reprezenta muzica pe care Madonna își dorește să o facă, în timp ce a doua este muzica pe care ea se simte obligată să o facă”. Levine a scris că: „«Rebel Heart» conține câteva dintre cele mai bune cântece pe care Madonna le-a realizat într-un deceniu”.
Annie Zalesky de la The A.V. Club⁠(d) a opinat că albumul a avut „o parte convenabilă din acele momente chinuitoare”, dar totuși considerându-le o mișcare bună în direcția muzicală corectă. Andrew Unterberger de la Spin i-a oferit lui Rebel Heart un punctaj de șase din zece. Deși „neîndemânatic”, Unterberger a scris, de asemenea, că albumul „conține câteva dintre cele mai bune cântece ale Madonnei în ani”. Lindsay Zoladz de la revista New York a fost dezamăgită, opinând că Madonna a sunat „în siguranță” în cântece, adăugând că: „Rebel Heart a reușit din nou să sporească scopul sec al muzcii actuale”. Gavin Haynes de la NME a criticat aspru albumul, spunând că „e ca o oportunitate irosită. Banalul imn de auto-împuternicire ne informează că există două litere diferență între Icon (ro.: Idol) și I Can't (ro.: Nu Pot). Din păcate, există două litere diferență și între class (ro.: eleganță) și ass (ro.: fund)”.

## Distincții

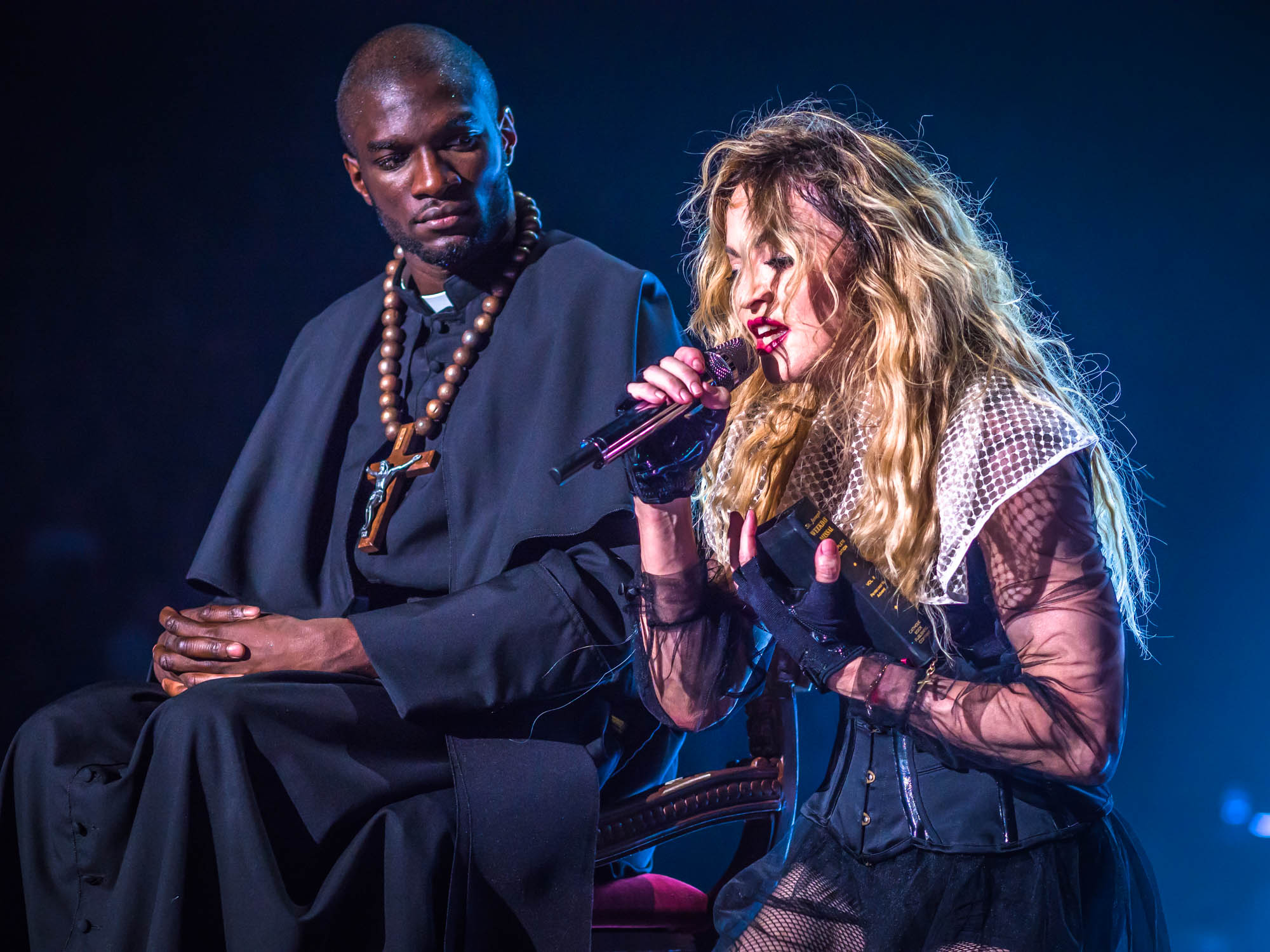
Madonna interpretând „” în turneul Rebel Heart Tour.

În recenzia de final an a albumelor lansate în 2015, Rolling Stone a clasat Rebel Heart pe locul 45, notând: „Cum de i-a luat atât de mult Madonnei să-și scrie o melodie tematică intitulată «Unapologetic Bitch»? Fără scuze oferite sau cerute—Rebel Heart a fost cel mai bun album al reginei într-un deceniu, ridicând toiagul disco a lui Confessions on a Dance Floor (2005)”. Albumul a fost clasat, de asemenea, pe locul șase în topul celor mai bune 20 de albume pop din 2015. Asemănător, în recenzia de final de an a revistei Spin, Rebel Heart s-a clasat pe locul 21, Andrew Unterberger notând că: „Pentru majoritatea artiștilor care și-au petrecut decenii întregi definind muzica obișnuită, un album cu numele Rebel Heart ar părea nechibzuit în cel mai bun caz, însă pentru Madonna, este mai autentic decât oricând: Un om de cincizeci și ceva de ani care refuză să se îndoiască de cerințele publicului cu privire la cum ar trebui să îmbătrânească...este un act major de sfidare jucat în muzicia pop contemporană”. AllMusic a numit Rebel Heart unul dintre albumele lor pop favorite din 2015, descriindu-l ca: „Îndărzneț, compex, o lucrare care afirmă viața și o prezintă pe Madonna privind simultan în viitor și în trecut”.
Digital Spy a clasat Rebel Heart pe locul 10 în topul celor mai bune 25 de albume din 2015, Lewis Corner notând că piesele variază de la  „cântece geniale dancehall groove la balade pop contemplative și melancolice”. Acesta a mai observat că: „În această etaptă din carieră, dacă pe profilul Madonnei de LinkedIn nu apare și «cameleon pop»...atunci Rebel Heart este de ajuns să susțină acest titlu”. Corner a numit, de asemenea, „Devil Pray” piesa care iese cel mai mult în evidență de pe album. About.com a clasat Rebel Heart pe locul cinci în topul celor mai bune albume pop din 2015, Bill Lamb numindu-l o „întoarcere la rădăcini” și cel mai bun efort al ei de la Music. Redactorul Mesfin Fekadu de la Associated Press a clasat albumul pe locul cinci, descriindu-l ca „un clasic contemporan care pune albumele cântărețelor ce au jumătate din vârsta Madonnei la colț”. Fekadu a criticat radiourile pentru că nu au redat piese de album, numind „Bitch I'm Madonna” și „Joan of Arc” piese ce ies în evidență. Billboard a clasat coperta ediției deluxe pe locul 15 în topul celor mai bune coperți ale albumelor din 2015.

## Lista pieselor
Acreditări adaptate de pe site-ul oficial al Madonnei.
Versiunea standard — 55:06
| Nr. | Titlu                                              | Textier(i) | Producător(i)                                                        | Durată |
| --- | -------------------------------------------------- | --- | -------------------------------------------------------------------- | ------ |
| 1.  | „Living for Love”                                  | Madonna Ciccone Thomas Pentz Maureen McDonald ⁠( d ) Toby Gad ⁠( d ) Ariel Rechtshaid ⁠( d )                                                                  | Madonna Diplo Rechtshaid                                             | 3:38   |
| 2.  | „Devil Pray⁠(d)”                                    | Ciccone Tim Bergling Arash Pournouri Carl Falk ⁠( d ) Rami Yacoub ⁠( d ) Savan Kotecha ⁠( d ) Dacoury Natche ⁠( d ) Michael Tucker ⁠( d )                       | Madonna Avicii DJ Dahi ⁠( d ) Michael Diamonds ⁠( d )                  | 4:05   |
| 3.  | „Ghosttown⁠(d)”                                     | Ciccone Jason Evigan ⁠( d ) Sean Douglas ⁠( d ) Evan Bogart ⁠( d )                                                                                            | Madonna Billboard Evigan                                             | 4:08   |
| 4.  | „Unapologetic Bitch⁠(d)”                            | Ciccone Pentz Shelco Garcia Bryan Orellana McDonald Gad | Madonna Shelco Garcia & Teenwolf BV Diplo Rechtshaid                 | 3:50   |
| 5.  | „Illuminati”                                       | Ciccone McDonald Gad Larry Griffin Jr. ⁠( d ) Mike Dean ⁠( d ) Kanye West Tommy Brown ⁠( d ) Ernest Brown ⁠( d ) Jacques Webster                               | Madonna West Dean Symbolyc One ⁠( d ) Charlie Heat ⁠( d ) Travis Scott | 3:43   |
| 6.  | „Bitch I'm Madonna⁠(d) feat. Nicki Minaj”           | Ciccone Pentz Rechtshaid McDonald Gad Onika Miraj Samuel Long                                                                                              | Madonna Diplo                                                        | 3:47   |
| 7.  | „Hold Tight⁠(d)”                                    | Ciccone Pentz McDonald Gad Uzoechi Emenike ⁠( d ) Philip Meckseper                                                                                          | Madonna                                                              | 3:37   |
| 8.  | „Joan of Arc”                                      | Ciccone Gad McDonald Griffin Jr. | Madonna Gad AFSHeeN Josh Cumbee                                      | 4:01   |
| 9.  | „Iconic⁠(d) feat. Chance the Rapper and Mike Tyson” | Ciccone Gad McDonald Griffin Jr. Chancelor Bennett Natche Tucker                                                                                           | Madonna Gad AFSHeeN Cumbee DJ Dahi Michael Diamonds                  | 4:33   |
| 10. | „HeartBreakCity”                                   | Ciccone Bergling Pournouri Tobias Jimson ⁠( d ) Michel Flygare ⁠( d ) Paloma Stoecker ⁠( d ) Salem Al Fakir ⁠( d ) Magnus Lidehall ⁠( d ) Vincent Pontare ⁠( d ) | Madonna Avicii Fakir Lidehall Pontare Astma & Rocwell ⁠( d )          | 3:33   |
| 11. | „Body Shop”                                        | Ciccone Gad McDonald Griffin Jr. Natche Tucker | Madonna DJ Dahi Michael Diamonds Gad                                 | 3:39   |
| 12. | „Holy Water”                                       | Ciccone Martin Kierszenbaum ⁠( d ) Natalia Keery-Fisher Dean West Brown                                                                                     | Madonna Dean West Heat                                               | 4:09   |
| 13. | „Inside Out”                                       | Ciccone Evigan Douglas Bogart Dean | Madonna Dean                                                         | 4:23   |
| 14. | „Wash All Over Me⁠(d)”                              | Ciccone Bergling Pournouri Fakir Lidehall Pontare Dean West Brown                                                                                          | Madonna Avicii Dean West Heat                                        | 4:00   |

Versiunea Media Markt⁠(d) standard (piesă bonus) — 59:06
| Nr. | Titlu            | Textier(i)                    | Producător(i)                | Durată |
| --- | ---------------- | ----------------------------- | ---------------------------- | ------ |
| 15. | „Auto-Tune Baby” | Ciccone Pentz Dean West Brown | Madonna Diplo West Dean Heat | 4:00   |

Versiunea deluxe — 74:12
| Nr. | Titlu                      | Textier(i)                                                         | Producător(i)                         | Durată |
| --- | -------------------------- | ------------------------------------------------------------------ | ------------------------------------- | ------ |
| 15. | „Best Night”               | Ciccone Pentz McDonald Gad James Napier ⁠( d ) Andrew Swanson ⁠( d ) | Madonna Diplo                         | 3:33   |
| 16. | „Veni Vidi Vici” feat. Nas | Ciccone Pentz Rechtshaid McDonald Gad Nasir Jones                  | Madonna Diplo                         | 4:39   |
| 17. | „S.E.X”                    | Ciccone Gad McDonald Griffin Jr. Dean West Brown                   | Madonna West Heat Dean                | 4:11   |
| 18. | „Messiah”                  | Ciccone Bergling Pournouri Fakir Lidehall Pontare                  | Madonna Avicii Fakir Lidehall Pontare | 3:22   |
| 19. | „Rebel Heart”              | Ciccone Bergling Pournouri Fakir Lidehall Pontare                  | Madonna Avicii Fakir Lidehall Pontare | 3:21   |

Versiunea Media Markt⁠(d) deluxe (piesă bonus) — 78:12
| Nr. | Titlu            | Textier(i)                    | Producător(i)                | Durată |
| --- | ---------------- | ----------------------------- | ---------------------------- | ------ |
| 20. | „Auto-Tune Baby” | Ciccone Pentz Dean West Brown | Madonna Diplo West Dean Heat | 4:00   |

Versiunea deluxe japoneză (piesă bonus) — 79:26
| Nr. | Titlu                               | Textier(i)                            | Producător(i)                                    | Durată |
| --- | ----------------------------------- | ------------------------------------- | ------------------------------------------------ | ------ |
| 20. | „Living for Love” (Dirty Pop Remix) | Ciccone Pentz McDonald Gad Rechtshaid | Madonna Diplo Rechtshaid Drew Montalvo Brian Cua | 4:59   |

Versiunea Fnac deluxe (Disc 2) — 79:26
| Nr. | Titlu                                    | Textier(i)                            | Producător(i)                         | Durată |
| --- | ---------------------------------------- | ------------------------------------- | ------------------------------------- | ------ |
| 1.  | „Living for Love” (Thrill Remix)         | Ciccone Pentz McDonald Gad Rechtshaid | Madonna Diplo Rechtshaid Josh Hill    | 5:11   |
| 2.  | „Living for Love” (Offer Nissim Dub Mix) | Ciccone Pentz McDonald Gad Rechtshaid | Madonna Diplo Rechtshaid Offer Nissim | 7:12   |

Versiunea Super Deluxe (Disc 2)/EP Digital — 28:18
| Nr. | Titlu                                                | Textier(i)                                                   | Producător(i)                                         | Durată |
| --- | ---------------------------------------------------- | ------------------------------------------------------------ | ----------------------------------------------------- | ------ |
| 1.  | „Beautiful Scars”                                    | Ciccone Rick Nowels ⁠( d ) Natche Tucker                      | Madonna DJ Dahi Michael Diamonds                      | 4:19   |
| 2.  | „Borrowed Time”                                      | Ciccone Bergling Pournouri Falk Yacoub Kotecha Natche Tucker | Madonna Avicii Falk DJ Dahi Michael Diamonds          | 3:24   |
| 3.  | „Addicted”                                           | Ciccone Bergling Pournouri Falk Yacoub Kotecha               | Madonna Avicii Falk                                   | 3:33   |
| 4.  | „Graffiti Heart”                                     | Ciccone McDonald Gad Griffin Jr.                             | Madonna Gad AFSHeeN Cumbee                            | 3:39   |
| 5.  | „Living for Love” (Paulo & Jackinsky Full Vocal Mix) | Ciccone Pentz McDonald Gad Rechtshaid                        | Madonna Diplo Rechtshaid Paulo Gois Alain Jackinsky   | 7:14   |
| 6.  | „Living for Love” (Funk Generation & H3drush Dub)    | Ciccone Pentz McDonald Gad Rechtshaid                        | Madonna Diplo Rechtshaid Michael Rizzo Steve Migliore | 6:07   |

Note
- ^[a] semnifică un co-producător;
- ^[b] semnifică un producător ajutător;
- ^[c] semnifică un remixer.

## Acreditări și personal
Acreditări adaptate de pe site-ul oficial al Madonnei.

### Interpreți
- Madonna – voce principală
- Nicki Minaj – voce secundară
- Chance the Rapper – voce secundară
- Mike Tyson – voce secundară
- Nas – voce secundară
- DJ Dahi⁠(d) – voce suplimentară (final)
- MNEK⁠(d) – acompaniament vocal
- Santell – acompaniament vocal
- London Community Gospel Choir⁠(d) – acompaniament vocal
- Jason Evigan⁠(d) – acompaniament vocal
- Salem Al Fakir⁠(d) – acompaniament vocal
- Vincent Pontare⁠(d) – acompaniament vocal, acompaniament vocal suplimentar
- Toby Gad⁠(d) – acompaniament vocal suplimentar
- MoZella⁠(d) – acompaniament vocal suplimentar

### Muzicanți
- Alicia Keys – pian
- Toby Gad – muzicant, chitară, programare, instrumente, programare suplimentară
- Carl Falk⁠(d) – chitară, claviatură, programare
- Avicii – claviatură, programare
- Shelco Garcia & Teenwolf – muzicant
- Diplo – muzicant
- Salem Al Fakir – tobe de fanfară, claviatură, chitară
- Mike Dean⁠(d) – chitară, claviatură și programare tobe, synth bas, programare suplimentară
- Abel Korzeniowski⁠(d) – violoncel electric
- L.A. Orchestra – muzicant
- Joacim Ottebjork – bas
- AFSHeeN – muzicant, programare, instrumente
- Josh Cumbee – muzicant, programare, instrumente
- Stephen Kozmeniuk⁠(d) – muzicant, programare, instrumente
- Dan Warner – programare, instrumente (chitară)
- Lee Levin – programare, instrumente
- DJ Dahi – programare
- Michael Diamonds – programare
- Magnus Lidehäll⁠(d) – programare
- Demacio "Demo" Castellon – programare suplimentară

### Tehnici
- Madonna – producție
- Diplo – producție
- Ariel Rechtshaid⁠(d) – producție
- Avicii – producție
- DJ Dahi – producție, producție suplimentară
- Blood Diamonds⁠(d) – producție, producție suplimentară
- Billboard – producție
- Jason Evigan – producție
- Shelco Garcia & Teenwolf – producție
- Kanye West – producție
- Mike Dean – producție, mixare, inginer de sunet
- Charlie Heat – producție, co-producție
- Toby Gad – producție, mixare
- AFSHeeN – producție
- Josh Cumbee – producție
- Salem Al Fakir – producție, editare de orchestră
- Magnus Lidehäll – producție
- Vincent Pontare – producție, editare vocală
- Astma & Rocwell – producție
- Carl Falk – producție
- Travis Scott – producție suplimentară
- Demacio "Demo" Castellon – inginer de sunet, mixare
- Nick Rowe⁠(d) – inginer de sunet
- Angie Teo – mixing, înregistrare suplimentară, mixare suplimentară
- Ann Mincieli – înregistrare suplimentară
- Ron Taylor – editare suplimentară Pro Tools⁠(d)
- Noah Goldstein – inginer de sunet, mixare
- Aubry "Big Juice" Delaine – inginer de sunet
- Zeke Mishanec – înregistrare suplimentară
- Rob Suchecki – înregistrare suplimentară

## Prezența în clasamente
| Țară (clasament)                           | Poziția maximă | Referință |
| ------------------------------------------ | -------------- | --------- |
| Argentina (CAPIF⁠(d)                        | 5              | [ 212 ]   |
| Australia (ARIA⁠(d)                         | 1              | [ 213 ]   |
| Austria (Ö3 Austria)                       | 1              | [ 214 ]   |
| Belgia (Ultratop 50 Flanders)              | 1              | [ 215 ]   |
| Belgia (Ultratop 50 Wallonia)              | 2              | [ 216 ]   |
| Brazilia (ABPD⁠(d)                          | 4              | [ 217 ]   |
| Canada (Canadian Albums Chart⁠(d)           | 1              | [ 218 ]   |
| Cehia (ČNS IFPI)                           | 1              | [ 164 ]   |
| Coreea de Sud Gaon⁠(d)                      | 1              | [ 173 ]   |
| Croația (HDU⁠(d)                            | 3              | [ 219 ]   |
| Elveția (Swiss Hitparade⁠(d)                | 1              | [ 220 ]   |
| Danemarca (Hitlisten⁠(d)                    | 2              | [ 221 ]   |
| Finlanda (Suomen virallinen lista)         | 2              | [ 222 ]   |
| Franța (SNEP)                              | 3              | [ 223 ]   |
| Germania (Offizielle Top 100⁠(d)            | 1              | [ 160 ]   |
| Grecia (IFPI)                              | 3              | [ 224 ]   |
| Irlanda (IRMA⁠(d)                           | 5              | [ 225 ]   |
| Italia (FIMI⁠(d)                            | 1              | [ 226 ]   |
| Japonia (Oricon)                           | 8              | [ 171 ]   |
| Japonia (Oricon International Albums)      | 1              | [ 227 ]   |
| Mexic (AMPROFON⁠(d)                         | 2              | [ 228 ]   |
| Noua Zeelandă (RMNZ⁠(d)                     | 7              | [ 170 ]   |
| Norvegia (VG-lista)                        | 2              | [ 229 ]   |
| Polonia (ZPAV⁠(d)                           | 5              | [ 230 ]   |
| Portugalia (AFP⁠(d)                         | 1              | [ 231 ]   |
| Regatul Unit (OCC⁠(d)                       | 2              | [ 232 ]   |
| Scoția (OCC)⁠(d)                            | 3              | [ 233 ]   |
| Spania (PROMUSICAE⁠(d)                      | 1              | [ 234 ]   |
| Suedia (Sverigetopplistan)                 | 10             | [ 235 ]   |
| Statele Unite ale Americii (Billboard 200) | 2              | [ 142 ]   |
| Taiwan (Five Music)                        | 1              | [ 236 ]   |
| Țările de Jos (MegaCharts)                 | 1              | [ 165 ]   |
| Ungaria (MAHASZ⁠(d)                         | 1              | [ 237 ]   |

| Țară (clasament)                                       | Poziția maximă | Referință |
| ------------------------------------------------------ | -------------- | --------- |
| Belgia (Ultratop Flanders)                             | 46             | [ 238 ]   |
| Belgia (Ultratop Wallonia)                             | 51             | [ 239 ]   |
| Canada (Canadian Albums)                               | 39             | [ 240 ]   |
| Coreea de Sud (Gaon)                                   | 23             | [ 241 ]   |
| Croația (HDU)                                          | 15             | [ 242 ]   |
| Elveția (Schweizer Hitparade)                          | 61             | [ 243 ]   |
| Franța (SNEP)                                          | 67             | [ 244 ]   |
| Germania (Offizielle Top 100)                          | 65             | [ 245 ]   |
| Italia (FIMI)                                          | 22             | [ 246 ]   |
| Japonia (Oricon)                                       | 109            | [ 247 ]   |
| Mexic (AMPROFON)                                       | 69             | [ 248 ]   |
| Regatul Unit (OCC)                                     | 78             | [ 249 ]   |
| Spania (PROMUSICAE)                                    | 52             | [ 250 ]   |
| Statele Unite ale Americii (Billboard 200)             | 151            | [ 151 ]   |
| Statele Unite ale Americii (Billboard Top Album Sales) | 78             | [ 251 ]   |
| Țările de Jos (MegaCharts)                             | 43             | [ 252 ]   |
| Ungaria (MAHASZ)                                       | 28             | [ 253 ]   |

## Vânzări și certificări
| \| Țara \| Vânzări/ puncte \| Certificare \| Referințe \| \| --------------------------------- \| --------------- \| ----------- \| --------- \| \| Austria (IFPI Austria) \| +7,500 \| \| [254] \| \| Brazilia (Pro-Música Brasil⁠(d) \| +20,000 \| \| [255] \| \| Franța (SNEP) \| +50,000 \| \| [256] \| \| Italia (FIMI⁠(d) \| +50,000 \| \| [257] \| \| Mexic (AMPROFON⁠(d) \| +30,000 \| \| [258] \| \| Polonia (ZPAV⁠(d) \| +10,500 \| \| [259] \| \| Coreea de Sud (GAON⁠(d) \| +50,000 \| \| [260] \| \| Regatul Unit (BPI⁠(d) \| +76,000 \| \| [158] \| \| Statele Unite ale Americii (RIAA) \| +238,000 \| \| [152] \| \| Sumar \| \| \| \| \| În întreaga lume \| +1,435,000 \| \| [175] \| | Note - reprezintă „disc de aur”; - reprezintă „disc de platină”; - reprezintă „disc de argint”; |             |           |
| Țara | Vânzări/ puncte                                                                                 | Certificare | Referințe |
| Austria (IFPI Austria) | +7,500                                                                                          |             | [ 254 ]   |
| Brazilia (Pro-Música Brasil⁠(d) | +20,000                                                                                         |             | [ 255 ]   |
| Franța (SNEP) | +50,000                                                                                         |             | [ 256 ]   |
| Italia (FIMI⁠(d) | +50,000                                                                                         |             | [ 257 ]   |
| Mexic (AMPROFON⁠(d) | +30,000                                                                                         |             | [ 258 ]   |
| Polonia (ZPAV⁠(d) | +10,500                                                                                         |             | [ 259 ]   |
| Coreea de Sud (GAON⁠(d) | +50,000                                                                                         |             | [ 260 ]   |
| Regatul Unit (BPI⁠(d) | +76,000                                                                                         |             | [ 158 ]   |
| Statele Unite ale Americii (RIAA) | +238,000                                                                                        |             | [ 152 ]   |
| Sumar |                                                                                                 |             |           |
| În întreaga lume | +1,435,000                                                                                      |             | [ 175 ]   |

## Datele lansărilor
| Regiune                    | Dată           | Format              | Ediție                                                            | Casă de discuri | Ref.    |
| -------------------------- | -------------- | ------------------- | ----------------------------------------------------------------- | --------------- | ------- |
| Australia                  | 6 martie 2015  | CD                  | Deluxe                                                            | Universal Music | [ 261 ] |
| Germania                   | 6 martie 2015  | CD                  | Standard deluxe super deluxe Media Markt ⁠( d ) standard și deluxe | Universal Music | [ 210 ] |
| Franța                     | 9 martie 205   | CD                  | Standard deluxe super deluxe Fnac deluxe                          | Polydor         | [ 262 ] |
| Noua Zeelandă              | 9 martie 205   | CD                  | Standard deluxe super deluxe                                      | Universal Music | [ 263 ] |
| Suedia                     | 9 martie 205   | CD                  | Standard deluxe super deluxe                                      | Universal Music | [ 264 ] |
| Regatul Unit               | 9 martie 205   | CD                  | Standard deluxe super deluxe                                      | Polydor         | [ 265 ] |
| Canada                     | 10 martie 2015 | CD                  | Standard deluxe                                                   | Universal Music | [ 266 ] |
| Statele Unite ale Americii | 10 martie 2015 | CD                  | Standard deluxe super deluxe LP                                   | Interscope      | [ 267 ] |
| În întreaga lume           | 10 martie 2015 | Descărcare digitală | Standard deluxe                                                   | Interscope      | [ 268 ] |
| Japonia                    | 11 martie 2015 | CD                  | Deluxe                                                            | Universal Music | [ 269 ] |
| Japonia                    | 18 martie 2015 | CD                  | Super deluxe                                                      | Universal Music | [ 270 ] |
| Germania                   | 27 martie 2015 | LP                  | Deluxe                                                            | Universal Music | [ 271 ] |
| Suedia                     | 27 martie 2015 | LP                  | Deluxe                                                            | Universal Music | [ 272 ] |
| Franța                     | 30 martie 2015 | LP                  | Deluxe                                                            | Polydor         | [ 273 ] |
| Regatul Unit               | 30 martie 2015 | LP                  | Standard                                                          | Polydor         | [ 274 ] |